# 4486 Mithra
4486 Mithra eller 1987 SB är en asteroid i huvudbältet som upptäcktes den 22 september 1987 av den belgiske astronomen Eric W. Elst och den bulgariske astronomen Vladimir Sjkodrov vid La Silla-observatoriet. Den är uppkallad efter Mithra i den persiska mytologin.
Asteroiden har en diameter på ungefär 1 kilometer och den tillhör asteroidgruppen Apollo.